# Rhiannon Jeffrey
Rhiannon Jeffrey (Boston, 25 ottobre 1986) è un'ex nuotatrice statunitense.

## Biografia
Si è messa in mostra ai Giochi PanPacifici di Yokohama 2002, dove ha guadagnato l'argento nella staffetta 4x100m stile libero.
Specializzata nelle staffette, ha vinto due ori ai campionati mondiali di Barcellona 2003.
Ha rappresentato gli Stati Uniti ai Giochi olimpici estivi di Atene 2004, vincendo la medaglia d'oro nella staffetta 4x200 metri stile libero, con le connazionali Natalie Coughlin, Carly Piper, Dana Vollmer, Kaitlin Sandeno, Lindsay Benko, Rachel Komisarz, senza scendere in acqua in finale.

## Palmarès
- Giochi olimpici estivi

Atene 2004: oro nella staffetta 4x200 m sl;
- Mondiali

Barcellona 2003: oro nella 4x100m sl e nella 4x200m sl.
- Giochi PanPacifici

Yokohama 2002: argento nella 4x100m sl.